# Can Gafa
Can Gafa és una masia amb barri tancat, amb la façana orientada al migdia, del municipi de Santa Eulàlia de Ronçana (Vallès Oriental) inclosa en l'Inventari del Patrimoni Arquitectònic de Catalunya.

## Descripció
L'any 1923 es va afegir un habitatge que sobresurt en angle recte i tapa un quart d'aquesta façana principal. Antigament devia ser simètrica i el portal dovellat devia quedar al centre. Actualment la nova edificació tapa dues finestres. Hi ha un finestral carreuat que dona al que era el menjador, que porta la data de 1767. Al pis hi ha dues finestres envoltades de carreus. Coberta a doble vessant, tot el carener està aguantat per dos grossos pilars que travessen pis i golfes i sostenen la gran biga mestra. A ponent hi ha adossat un altre cos aguantat per contraforts, alineat amb el barri. A la cara nord hi ha un altre cos afegit, amb una finestra amb una creu i flors gravades.

## Història
No hi ha cap referència directa amb relació a la construcció de la casa. Només apareix la data del 1767, però és d'una reforma posterior. Hi ha diferents etapes constructives i ampliacions difícils de precisar. En un pergamí de la casa, del segle xvi, Jaume Burguès transmet en cens a Antoni Cot una peça de terra. Probablement aquest Antoni Cot, que també apareix en el fogatge de 1553, era l'amo de l'actual Can Gafa.
L'any 1655 Josep Plantada comprà Can Cot. L'any 1645 se cita a Vicenç Plantada, sacerdot. És possible que la finestra decorada amb la creu i flors, que dona al "quarto del capellà", tingui aquest origen. Fins a l'any 1892 hi ha diverses referències documentals del Plantada, en aquest any venen la casa a Josep Torras, avi de l'actual amo.